# EVA (película de 2011)
EVA es una película española de ciencia ficción de 2011 dirigida por Kike Maíllo. Está protagonizada por Claudia Vega y Daniel Brühl.

## Sinopsis
En 2041 los seres humanos viven acompañados de criaturas mecánicas. Álex (Daniel Brühl), un reputado ingeniero cibernético, regresa a la universidad Santa Irene con un encargo muy específico de la Facultad de Robótica: la creación de un niño robot. En estos diez años de ausencia, la vida ha seguido su curso para su hermano David (Alberto Ammann) y para Lana (Marta Etura), que ha rehecho su vida. Lo sorprendente es la relación especial que nacerá entre él y Eva (Claudia Vega), la hija de Lana y David. Una niña especial, magnética, con la que emprenderá un viaje que le precipitará a un final revelador.

## Reparto
- Daniel Brühl, Álex Garel.
- Marta Etura, Lana Levy.
- Alberto Ammann, David Garel.
- Claudia Vega, Eva.
- Anne Canovas, Julia.
- Lluís Homar, Max.

## Premios
XXVI edición de los Premios Goya
| Categoría                     | Persona                                                | Resultado |
| ----------------------------- | ------------------------------------------------------ | --------- |
| Mejor dirección novel         | Kike Maíllo                                            | Ganador   |
| Mejor actor protagonista      | Daniel Brühl                                           | Nominado  |
| Mejor actor de reparto        | Lluís Homar                                            | Ganador   |
| Mejor guion original          | Martí Roca Sergi Belbel Cristina Clemente Aintza Serra | Nominados |
| Mejor música original         | Evgueni Galperine Sacha Galperine                      | Nominados |
| Mejor fotografía              | Arnau Valls Colomer                                    | Nominado  |
| Mejor montaje                 | Elena Ruiz                                             | Nominado  |
| Mejor dirección artística     | Laia Colet                                             | Nominado  |
| Mejor dirección de producción | Toni Carrizosa                                         | Nominado  |
| Mejor maquillaje y peluquería | Concha Rodríguez Jesús Martos                          | Nominados |
| Mejor sonido                  | Rossinyol Tarragó Marc Orts                            | Nominados |
| Mejores efectos especiales    | Arturo Balseiro Lluis Castells                         | Ganadores |

56.ª edición de los Premios Sant Jordi
| Categoría         | Persona | Resultado |
| ----------------- | ------- | --------- |
| Mejor ópera prima | EVA     | Ganadora  |

67.ª edición de las Medallas del Círculo de Escritores Cinematográficos
| Categoría                 | Persona                                                | Resultado |
| ------------------------- | ------------------------------------------------------ | --------- |
| Mejor película            | Mejor película                                         | Nominada  |
| Mejor director            | Kike Maíllo                                            | Nominado  |
| Mejor actor               | Daniel Brühl                                           | Nominado  |
| Mejor actor secundario    | Lluís Homar                                            | Ganador   |
| Mejor guion original      | Martí Roca Sergi Belbel Cristina Clemente Aintza Serra | Nominados |
| Mejor fotografía          | Arnau Valls Colomer                                    | Nominado  |
| Mejor montaje             | Elena Ruiz                                             | Nominada  |
| Mejor música              | Evgueni Galperine Sacha Galperine                      | Nominados |
| Director revelación       | Kike Maíllo                                            | Ganador   |
| Actriz o actor revelación | Claudia Vega                                           | Nominada  |

IV edición de los Premios Gaudí
| Categoría                         | Persona                                                | Resultado |
| --------------------------------- | ------------------------------------------------------ | --------- |
| Mejor película en lengua catalana | Mejor película en lengua catalana                      | Ganadora  |
| Mejor director                    | Kike Maíllo                                            | Nominado  |
| Mejor guion                       | Martí Roca Sergi Belbel Cristina Clemente Aintza Serra | Nominados |
| Mejor actor principal             | Daniel Brühl                                           | Nominado  |
| Mejor actriz principal            | Claudia Vega                                           | Nominada  |
| Mejor actor secundario            | Lluís Homar                                            | Ganador   |
| Mejor actriz secundaria           | Anne Canovas                                           | Nominada  |
| Mejor música original             | Evgueni Galperine Sacha Galperine                      | Nominados |
| Mejor fotografía                  | Arnau Valls Colomer                                    | Ganador   |
| Mejor montaje                     | Elena Ruiz                                             | Nominada  |
| Mejor dirección artística         | Laia Colet                                             | Ganadora  |
| Mejor dirección de producción     | Toni Carrizosa                                         | Nominado  |
| Mejor maquillaje y peluquería     | Concha Rodríguez Jesús Martos                          | Nominados |
| Mejor vestuario                   | María Gil                                              | Nominada  |
| Mejor sonido                      | Rossinyol Tarragó Marc Orts                            | Nominados |
| Mejor efectos especiales          | Arturo Balseiro Lluis Castells                         | Ganadores |

Otros premios
- Premio del público, festival du film fantastique de Gérardmer.
- Festival Internacional de Cine de Venecia 2011: Mención especial del jurado.
- Festival de Cine de Sitges 2011: Mejores efectos especiales.